# Дубровский сельсовет (Минская область)
Дубровский сельсовет — административная единица территории Пуховичского района Минской области Республики Беларусь. Административный центр — агрогородок Дубровка.

## История
Образован в 1924 г.

## Состав
- Бытень — деревня
- Велень — деревня
- Виторож — деревня
- Дубровка — агрогородок
- Заперинье — деревня
- Клетишино — деревня
- Клетное — деревня
- Любячка — деревня
- Мельница — деревня
- Новый Уборок — деревня
- Омельно — агрогородок
- Пуща — деревня
- Синча — деревня
- Спичник — деревня
- Ягодное — деревня